# デヴィッド・キャシディ

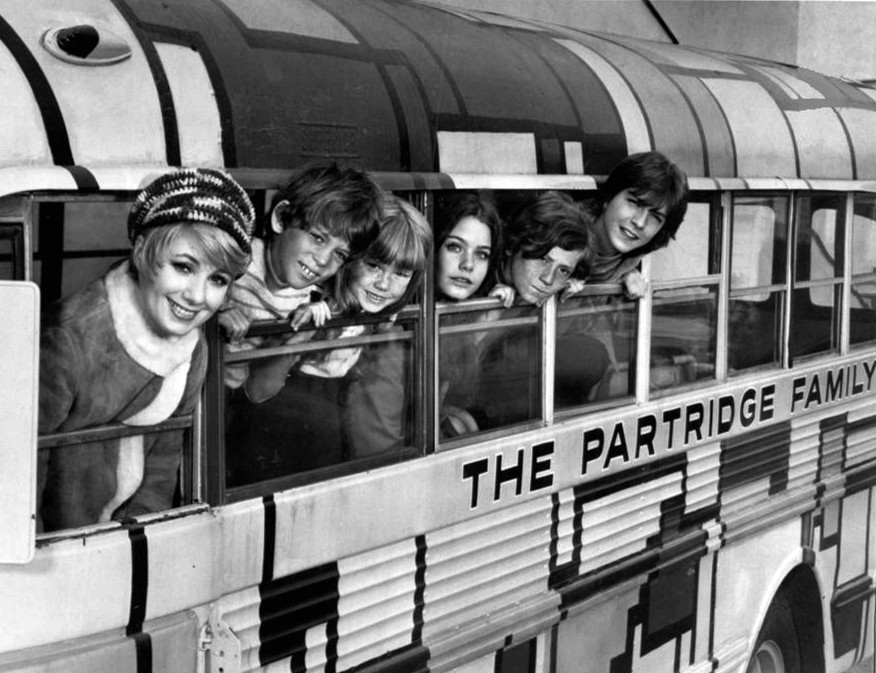
テレビドラマシリーズ『パートリッジ・ファミリー』におけるデヴィッド・キャシディ（一番右端）

デヴィッド・キャシディ（David Cassidy,  1950年4月12日 - 2017年11月21日）は、アメリカ合衆国の俳優・歌手・ミュージシャンである。

## 来歴
1950年、ニューヨーク州ニューヨーク市に生まれる。父親は『刑事コロンボ』等のテレビドラマ等で活躍した俳優のジャック・キャシディ。母親も女優のイヴリン・ウォードで、アイルランド系およびドイツ系である。幼い頃に両親が離婚したため、ニュージャージー州の祖父母のもとで育った。後に父親のジャックは、女優のシャーリー・ジョーンズと再婚した。
1969年にブロードウェイデビューを果たし、舞台の分野でキャリアをスタート。後にその演技力がキャスティング・ディレクターの目に留まり、ロサンゼルスへ移り住んだ。その後はテレビドラマでデビューを飾り、『鬼警部アイアンサイド』などのテレビシリーズへ出演。1970年からレギュラーキャストとして出演したテレビドラマシリーズ『パートリッジ・ファミリー』で一躍認知度も上がり、役者としての地位を確実なものにした。同作品ではエミー賞にもノミネートされた。その後も様々な作品へ出演した。
パートリッジ・ファミリーとして1970年8月に発表したシングル「悲しき初恋（I Think I Love You）」がビルボードHot100で3週連続1位を記録。
1971年、シングル「チェリッシュ」でソロ・デビュー。1973年に発表したシングル「デイドリーマー」は全英シングルチャートで3週連続1位を記録した。

### 私生活
これまで3度の結婚歴がある。最初の結婚は1977年に女優のケイ・レンツ と (1983年離婚)、2度目は競走馬のオーナーブリーダーのメリル・タンズで、1984年に結婚し、1985年に離婚した。1986年11月に恋人でモデルのシェリー・ウィリアムズとの間にケイティ・キャシディが生まれている。1991年に作詞家のSue Shifrinと再々婚し、一児をもうけたが2016年に離婚。
アルコール依存症であったため、2010年に酒気帯び運転で起訴され、2013年と2014年にも酒気帯び運転で逮捕されている。
また、2015年には自己破産を申請していることが報じられ、2017年には認知症を患っていることが公表された。同年11月に肝不全のため集中治療室に入院していたが、同月21日に死去した。

## 出演作品

### 映画
- Parade of Stars (1983)
- Instant Karma (1990)
- サイケデリック・タイム・トリップ The Spirit of '76 (1990)
- ポップスター Popstar (2005)
- Forgiven This Gun4hire (2016)

### テレビドラマ
- The Survivors (1969)
- 鬼警部アイアンサイド Ironside (1969)
- パートリッジ・ファミリー The Partridge Family (1970 - 1974)
- FBIアメリカ連邦警察 The F.B.I. (1970)
- ドクター・ウェルビー Marcus Welby, M.D. (1970)
- 特捜隊アダム12 Adam-12 (1970)
- ボナンザ Bonanza (1970)
- Medical Center (1970)
- モッズ特捜隊　The Mod Squad (1970)
- 警察物語 Police Story (1978)
- 潜行刑事ダン David Cassidy - Man Undercover (1978 - 1979)
- クレイジー・ナイト The Night the City Screamed (1980)(TVM)
- ファンタジー・アイランド Fantasy Island (1980, 1983)
- ラブ・ボート The Love Boat (1980)
- Matt Houston (1982)
- 予期せぬ出来事 Tales of the Unexpected (1983)
- ヒッチコック劇場 Alfred Hitchcock Presents (1988)
- ザ・フラッシュ The Flash (1991)
- Ein Schloß am Wörthersee (1993)
- CIA:ザ・エージェンシー The Agency (2003)
- マルコム in the Middle Malcolm in the Middle (2003)
- Less Than Perfect (2005)
- Ruby & the Rockits (2009)
- CSI:科学捜査班 CSI: Crime Scene Investigation (2013)

### テレビアニメ
- キム・ポッシブル Kim Possible (2004)